# Nyárlőrinc megállóhely
Nyárlőrinc megállóhely egy Bács-Kiskun vármegyei vasúti megállóhely, Nyárlőrinc településen, a MÁV üzemeltetésében. A 44-es főút közelében található, a település belterületétől bő egy kilométerre nyugatra; közúti elérését a 4614-es útból nyugat felé kiágazó 46 301-es számú mellékút teszi lehetővé.

## Története
Az állomás kitérőinek elbontását követően megállóhellyé minősítették át.

## Vasútvonalak
Az állomást az alábbi vasútvonalak érintik:
- Kecskemét–Szolnok-vasútvonal

## Kapcsolódó állomások
A vasútállomáshoz az alábbi állomások vannak a legközelebb:
- Nyárlőrinc alsó megállóhely
- Nyárlőrinci szőlők megállóhely

## Forgalom
| Járat | Útvonal | Gyakoriság |
| ----- | --- | ---------- |
| S220  | Szolnok – Piroska – Tószeg – Tiszavárkony – Tiszajenő-Vezseny – Tiszajenő alsó – Óbög – Újbög – Tiszakécske – Kerekdomb – Lakitelek – Árpádszállás – Szikra – Világoshegy – Nyárjas – Nyárlőrinc alsó – Nyárlőrinc – Nyárlőrinci szőlők – Kisfái – Alsóúrrét – Kecskemét | 2 óránként |